# Аложа
Аложа — река в России, протекает по Жуковскому району Калужской области. Левый приток реки Протвы.

## География
Река Аложа берёт начало у села Буриново. Течёт на юго-запад через леса. Вдоль течения реки расположены сёла Буриново и Покров, деревни Тростье и Щиглево. Аложа впадает в Протву напротив села Ивановское. Устье реки находится в 46 км по левому берегу Протвы. Длина реки Аложа составляет 25 км, площадь водосборного бассейна — 188 км².
Система водного объекта: Протва → Ока → Волга → Каспийское море.
В низовьях в районе села Грибовка, где довольно широко разливается, пересекает автотрассу 29К-012 «Белоусово — Серпухов».

## Данные водного реестра
По данным государственного водного реестра России относится к Окскому бассейновому округу, водохозяйственный участок реки — Протва от истока и до устья, речной подбассейн реки — Бассейны притоков Оки до впадения Мокши. Речной бассейн реки — Ока.
Код объекта в государственном водном реестре — 09010100612110000022295.